# 13Hrs
13Hrs es una película británica del año 2010, dirigida por Jonathan Glendening y protagonizada por Isabella Calthorpe, Tom Felton y Gemma Atkinson.

## Argumento
Después de pasar unos años en Los Ángeles, Sarah Tyler (Isabella Calthorpe) conduce a lo largo de un sinuoso camino en la noche, de regreso a su casa en Inglaterra. Cuando llega, saluda a su padrastro, que está trabajando, y le dice que vaya a descansar mientras ella se hace cargo de sus hermanos, que están en el granero arreglando el jeep. Se está aproximando una tormenta mientras Sarah llega y encuentra a sus hermanos en una fiesta con sus amigos en el establo, entre los que destacan Stephen Moore (Peter Gadiot) y su novia Emily (Gemma Atkinson), Charlie Moore (Gabriel Thomson), Gary Ashby (Tom Felton) y Doug Walker (Josh Bowman). También en el establo está el más joven de sus hermanos Luke Moore (Anthony de Liseo) durmiendo entre la paja con su perro Stoner. Sarah despierta a Luke que la informa de que sus padres han estado peleando sobre los recibos y una supuesta aventura amorosa de la madre. Stephen le dice que su padrastro acusa a la madre de estar pagando grandes cantidades de dinero al hombre con el que tiene una relación.
De vuelta en la casa, la tormenta causa un apagón. El grupo nota sangre que gotea en la parte superior de las escaleras. Gary deja el grupo para buscar las velas en la cocina mientras los otros ven que las marcas de sangre provienen de la habitación de su padre. En la habitación encuentran su cuerpo sin vida, que parece haber sido atacado por algún animal salvaje. Al mismo tiempo, a Gary se le caen las velas y al recuperarlas descubre el collar de Stoner y sus restos sangrientos.
El grupo de arriba se encuentra con una criatura bestial y escapan por poco. Llega Gary y el monstruo lo mata. Los demás se esconden en el baño donde Sarah descubre un pasadizo que conduce hasta el ático. Momentáneamente a salvo en el ático, planean cómo telefonear para conseguir ayuda. Emily ve un camino que conduce a una abertura en otra habitación, y el grupo decide que Sara debe ir por ese camino y distraer a la bestia, mientras Charlie va a pedir ayuda por teléfono.
Mientras Sarah distrae al monstruo, Charlie contacta a la policía mencionando que hay un animal salvaje suelto en su casa. La bestia le persigue y consigue comérselo. Sarah que lo ve todo corre hacia el ático pero la bestia, que todavía tiene hambre, la muerde en la pierna.
En el otro lado de la ciudad, el oficial de policía May con su perro McRae van a investigar la llamada de Charlie.
De vuelta en el ático, Stephen y Emily descubren otro pasadizo a una habitación donde hay una escopeta. Sarah y Doug les advierten de que la bestia está al acecho afuera de la sala, pero Emily y Stephen se las arreglan para bloquear la puerta. Mientras Emily está buscando los cartuchos de escopeta Stephen se vuelve ático. Armada con una estaca, Sarah hiere a la bestia antes de que ataque a Emily. Intenta matar a la bestia con el arma, pero accidentalmente se dispara a sí misma.
Mientras tanto, el oficial May y McRae encuentran un coche abandonado en el medio de la carretera concluyendo que la llamada de Charlie pidiendo ayuda no es una broma.
Luke despierta y vuelve a la casa, sin darse cuenta de lo que está pasando. Se encuentra con el cuerpo de Gary y enseguida le persigue la bestia. Sarah le lleva junto con los otros superviviente al tejado de la casa. El policía y el perro son asesinados por la bestia.
Sarah llega a su vehículo y toma el bolso, que se da cuenta es de su madre. En el establo, Stephen intenta arreglar el jeep, revelándose que él lo estropeaba para evitar que su madre fuera a ver a su amante. Sarah dice que Stephen tiene la culpa de la posible muerte de su madre, y se pelean. A continuación, sale de la granja y es atacado por la bestia, mientras que Sarah comienza a transformarse en monstruo también.
Luke y Doug vuelven a la casa y se esconden de la bestia debajo de una mesa. Sarah se pelea con la otra bestia que están a punto de matarlos. Doug, tratando de disparar a la bestia, es asesinado por Sarah. Lucas por su parte corre hacia el coche. Por la mañana, Sarah es humana de nuevo, y se revela que la otra bestia es su madre. Sara y Luke van a un lugar seguro, mientras se revela que Gary aún está vivo.

## Reparto
| Actor              | Personaje     |
| ------------------ | ------------- |
| Isabella Calthorpe | Sarah Tyler   |
| Tom Felton         | Gary          |
| Gemma Atkinson     | Emily         |
| Josh Bowman        | Doug Walker   |
| Gabriel Thomson    | Charlie Moore |
| Peter Gadiot       | Stephen Moore |